# Монако
Монако, или званично Кнежевина Монако (фр. Principauté de Monaco, монег. Principatu de Múnegu) је друга најмања држава на свету (после Ватикана) и најмања држава западне Европе. Налази се на Азурној обали Средоземног мора и граничи се са Француском.
Монако је туристички центар Азурне обале. Велики број туриста привлаче коцкарнице, које су главни извор прихода. Грађанима кнежевине држава не убира порез, због чега се у Монако доселио велики број људи који настоје да избегну опорезивање у матичним државама.

## Историја
Назив државе потиче још од грчких досељеника који су некада давно насељавали ове просторе. У част Хераклеса Моноикоса подигли су храм, по коме је касније читава област добила назив Монако. Овде су живели многи народи и освајачи, па је, чак, 43. године п. н. е. Јулије Цезар своју флоту овде усидрио, а након њега, у 12. веку, дошао је Фридрих I Барбароса. Значајну улогу у историји Монака свакако је одиграла породица Грималди која је владала Монаком од 1295. до 1509, када је Монако пао под француску власт, да би након краћег периода био враћен Грималдијевима. Касније је Монако поново уживао француску протекцију, а после Бечког конгреса, 1860. године, прешао је у италијанску власт, а на крају је враћен Француској.

## Географија

### Положај
Монако се налази на 43° 44' северне географске ширине и 7° 25' источне географске дужине. Располаже површином од 1,95 km². Смештен је између Медитеранског мора на југу и Француске на северу, на француској обали познатијој као Азурна обала. На западу је од Нице удаљен око 15 km, а на истоку је недалеко од француско-италијанске границе.
Држава Монако се састоји из четири историјска дела: Фонтвил, новији део државе, Монако, стари град, Кондамен, захвата део луке и Монте Карло, где се налазе казино и луксузни хотели.

### Геологија и рељеф
Због своје величине, Монако нема специфичних географских карактеристика. Ово је одлика скоро свих микро држава, што их чини непримамљивим за освајање или анексију.

### Клима
У Монаку влада средоземна клима (Кепенова класификација климата: Csa) представљена благим зимама и топлим, али не и врелим летима. Просечна количина падавина износи 804 mm годишње, а у току године има око 2.583 сунчаних часова. Просечна температура у јануару и фебруару је 8 °C, а у јулу и августу 25 °C. Дана 27. фебруара 2018, у Монаку и Монте Карлу је падао снег.
| Клима Монака (1981–2010 просеци, екстреми 1966–садашњост) | Клима Монака (1981–2010 просеци, екстреми 1966–садашњост) | Клима Монака (1981–2010 просеци, екстреми 1966–садашњост) | Клима Монака (1981–2010 просеци, екстреми 1966–садашњост) | Клима Монака (1981–2010 просеци, екстреми 1966–садашњост) | Клима Монака (1981–2010 просеци, екстреми 1966–садашњост) | Клима Монака (1981–2010 просеци, екстреми 1966–садашњост) | Клима Монака (1981–2010 просеци, екстреми 1966–садашњост) | Клима Монака (1981–2010 просеци, екстреми 1966–садашњост) | Клима Монака (1981–2010 просеци, екстреми 1966–садашњост) | Клима Монака (1981–2010 просеци, екстреми 1966–садашњост) | Клима Монака (1981–2010 просеци, екстреми 1966–садашњост) | Клима Монака (1981–2010 просеци, екстреми 1966–садашњост) | Клима Монака (1981–2010 просеци, екстреми 1966–садашњост) |
| Показатељ \ Месец                                         | .Јан.                                                     | .Феб.                                                     | .Мар.                                                     | .Апр.                                                     | .Мај.                                                     | .Јун.                                                     | .Јул.                                                     | .Авг.                                                     | .Сеп.                                                     | .Окт.                                                     | .Нов.                                                     | .Дец.                                                     | .Год.                                                     |
| --------------------------------------------------------- | --------------------------------------------------------- | --------------------------------------------------------- | --------------------------------------------------------- | --------------------------------------------------------- | --------------------------------------------------------- | --------------------------------------------------------- | --------------------------------------------------------- | --------------------------------------------------------- | --------------------------------------------------------- | --------------------------------------------------------- | --------------------------------------------------------- | --------------------------------------------------------- | --------------------------------------------------------- |
| Апсолутни максимум, °C (°F)                               | 19,9 (67,8)                                               | 23,2 (73,8)                                               | 25,6 (78,1)                                               | 26,2 (79,2)                                               | 30,3 (86,5)                                               | 32,5 (90,5)                                               | 34,4 (93,9)                                               | 34,5 (94,1)                                               | 33,1 (91,6)                                               | 29,0 (84,2)                                               | 25,0 (77)                                                 | 22,3 (72,1)                                               | 34,5 (94,1)                                               |
| Максимум, °C (°F)                                         | 13,0 (55,4)                                               | 13,0 (55,4)                                               | 14,9 (58,8)                                               | 16,7 (62,1)                                               | 20,4 (68,7)                                               | 23,7 (74,7)                                               | 26,6 (79,9)                                               | 26,9 (80,4)                                               | 24,0 (75,2)                                               | 20,6 (69,1)                                               | 16,5 (61,7)                                               | 13,9 (57)                                                 | 19,2 (66,6)                                               |
| Просек, °C (°F)                                           | 10,2 (50,4)                                               | 10,2 (50,4)                                               | 12,0 (53,6)                                               | 13,8 (56,8)                                               | 17,5 (63,5)                                               | 20,9 (69,6)                                               | 23,8 (74,8)                                               | 24,2 (75,6)                                               | 21,1 (70)                                                 | 17,9 (64,2)                                               | 13,8 (56,8)                                               | 11,2 (52,2)                                               | 16,4 (61,5)                                               |
| Минимум, °C (°F)                                          | 7,4 (45,3)                                                | 7,4 (45,3)                                                | 9,1 (48,4)                                                | 10,9 (51,6)                                               | 14,6 (58,3)                                               | 18,0 (64,4)                                               | 21,0 (69,8)                                               | 21,4 (70,5)                                               | 18,3 (64,9)                                               | 15,2 (59,4)                                               | 11,2 (52,2)                                               | 8,5 (47,3)                                                | 13,6 (56,5)                                               |
| Апсолутни минимум, °C (°F)                                | −3,1 (26,4)                                               | −5,2 (22,6)                                               | −3,1 (26,4)                                               | 3,8 (38,8)                                                | 7,5 (45,5)                                                | 9,0 (48,2)                                                | 10,5 (50,9)                                               | 12,4 (54,3)                                               | 10,5 (50,9)                                               | 6,5 (43,7)                                                | 1,6 (34,9)                                                | −1,0 (30,2)                                               | −5,2 (22,6)                                               |
| Количина падавина, mm (in)                                | 67,7 (2,665)                                              | 48,4 (1,906)                                              | 41,2 (1,622)                                              | 71,3 (2,807)                                              | 49,0 (1,929)                                              | 32,6 (1,283)                                              | 13,7 (0,539)                                              | 26,5 (1,043)                                              | 72,5 (2,854)                                              | 128,7 (5,067)                                             | 103,2 (4,063)                                             | 88,8 (3,496)                                              | 743,6 (29,276)                                            |
| Дани са падавинама (≥ 1.0 mm)                             | 6,0                                                       | 4,9                                                       | 4,5                                                       | 7,3                                                       | 5,5                                                       | 4,1                                                       | 1,7                                                       | 2,5                                                       | 5,1                                                       | 7,3                                                       | 7,1                                                       | 6,5                                                       | 62,4                                                      |
| Сунчани сати — месечни просек                             | 149,8                                                     | 158,9                                                     | 185,5                                                     | 210,0                                                     | 248,1                                                     | 281,1                                                     | 329,3                                                     | 296,7                                                     | 224,7                                                     | 199,0                                                     | 155,2                                                     | 136,5                                                     | 2.574,7                                                   |
| Извор #1: Météo France                                    |                                                           |                                                           |                                                           |                                                           |                                                           |                                                           |                                                           |                                                           |                                                           |                                                           |                                                           |                                                           |                                                           |
| Извор #2: Монако вебсајт (само сунчаност)                 |                                                           |                                                           |                                                           |                                                           |                                                           |                                                           |                                                           |                                                           |                                                           |                                                           |                                                           |                                                           |                                                           |

| Climate data for Monaco         | Climate data for Monaco | Climate data for Monaco | Climate data for Monaco | Climate data for Monaco | Climate data for Monaco | Climate data for Monaco | Climate data for Monaco | Climate data for Monaco | Climate data for Monaco | Climate data for Monaco | Climate data for Monaco | Climate data for Monaco | Climate data for Monaco |
| Month                           | Jan                     | Feb                     | Mar                     | Apr                     | May                     | Jun                     | Jul                     | Aug                     | Sep                     | Oct                     | Nov                     | Dec                     | Year                    |
| ------------------------------- | ----------------------- | ----------------------- | ----------------------- | ----------------------- | ----------------------- | ----------------------- | ----------------------- | ----------------------- | ----------------------- | ----------------------- | ----------------------- | ----------------------- | ----------------------- |
| Average sea temperature °C (°F) | 13.4 (56.2)             | 13.0 (55.5)             | 13.4 (56.1)             | 14.6 (58.4)             | 18.0 (64.3)             | 21.8 (71.3)             | 23.1 (73.6)             | 23.6 (74.4)             | 22.2 (71.9)             | 19.6 (67.2)             | 17.4 (63.3)             | 14.9 (58.9)             | 17.9 (64.3)             |
| Извор: Временски атлас          |                         |                         |                         |                         |                         |                         |                         |                         |                         |                         |                         |                         |                         |

## Привреда
Главни извор прихода Монака је туризам, сваке године велики број туриста привлачи казино и угодна клима. Грађанима кнежевине држава не убире порез, због чега у држави живи велики број људи који настоје избећи опорезивање. Монако није члан Европске уније, али је врло повезан са ЕУ царинском унијом са Француском. Кнежевина је изборила право издавања својих сопствених кованица евра.

### Саобраћај
Станицу Монако-Монте Карло опслужује SNCF, француски национални железнички систем. Хелипорт у Монаку пружа хеликоптерску услугу до најближег аеродрома,  Азурна обала у Ници, Француска.
Монако аутобуска компанија (CAM) покрива све туристичке атракције, музеје, егзотичне баште, пословне центре и Казино или стадион Лоуис II.

## Становништво
Монако је најгушће насељена држава на свету. 28,4% становника чине Французи, Моначани чине 21,6%, Италијани 18,7%, Британци 7,5%, 2,8% Белгијанци, 2,5% Швајцарци, а 1,2% становници са простора САД.
Моначански језик је романски дијалект који је измењен лигурским дијалектом италијанског језика. Службени језик је француски, а осим њега говоре се и италијански и енглески.
Римокатоличка црква је званична државна црква, а осталим религијама слобода је гарантована Уставом. 86% становништва су хришћани, 11,7% не припадају ниједној религији, 1,7% су јудаисти, 0,4% су муслимани, а 0,2% припада осталим религијама.
Монако има најдужи просечни животни век, који износи близу 90 година. Према исраживањима из 2019. године, 31% становништва Монака су пензионисани милионери.

## Партнерски градови
- Кувајт
- Lucciana

## Галерија
- Кнежевска палата
- Катедрала
- Океанографски музеј
- Коцкарница
- Поглед на Фонтвил
- Бетонска плажа
- Башта
- Монаковил